# Tonino Costanzo
Antonio Costanzo, detto Tonino (Roma, 2 gennaio 1934 – 21 dicembre 2014), è stato un cestista e allenatore di pallacanestro italiano.

## Carriera
Ha militato nella Stella Azzurra Roma fino al 1957, anno del suo ritiro dalla pallacanestro giocata dovuto ad una flebite ad una gamba. Ha poi intrapreso la carriera di allenatore nella stessa società romana, che ha guidato per diverse stagioni in Serie A (pallacanestro maschile), quella che si sarebbe poi trasformata in serie A1. Ha poi allenato per otto anni l'Italcable Roma.
Con la Nazionale ha preso parte a due edizioni degli Europei: 1953 e 1955. Ha vestito la maglia azzurra in 46 occasioni, realizzando 389 punti.
Persona dotata di grandi valori umani, è stato spesso apprezzato per la sua opera di guida dei giovani, non solo tecnica.